# Nécropole de San Antón

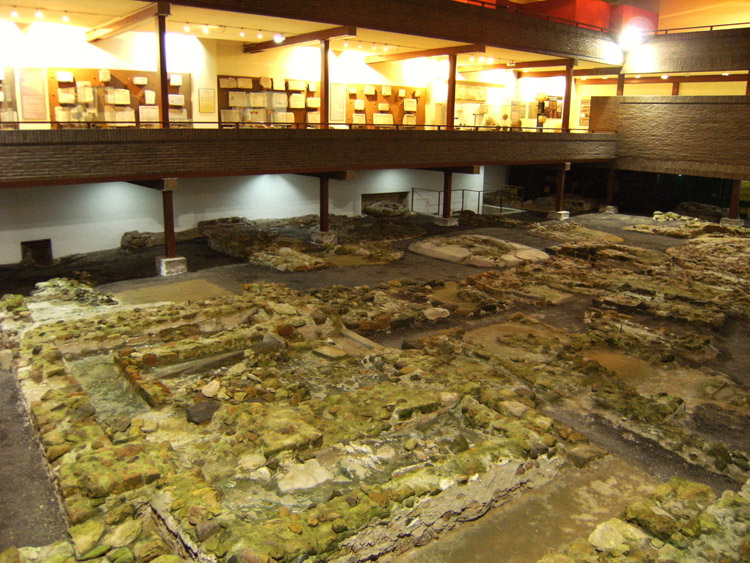
La nécropole.

La nécropole de San Antón, appelée aussi nécropole paléochrétienne de Carthagène, est un ensemble de tombes datant de l'Antiquité tardive et située dans le quartier de Saint-Antoine l'Abbé à Carthagène. Sa création correspond à l'expansion du christianisme dans le territoire de l'Empire romain entre les IVe siècle et VIe siècle.

## Mise en valeur
Le site est découvert en 1967 et est fouillé entièrement. Pedro San Martín, directeur du musée archéologique municipal de Carthagène, sollicite l'édification du musée au-dessus du site de la nécropole pour qu'elle soit protégée des aléas climatiques et qu'il soit possible de la visiter. Ainsi, le site est constitué dès 1982 avec un hall central voué aux installations.
Les sépultures sont situées à 1,5 km du centre historique (qui était le centre urbain de Carthago Nova), le long de la voie romaine qui reliait les cités de Complutum et Segóbriga,. La majorité des tombeaux sont des tombes individuelles, bien qu'il existe également deux grands panthéons familiaux et quelques sépultures d'enfants dans des amphores.
Les premiers chercheurs datent l'utilisation de la nécropole entre les IVe siècle et VIe siècle. De récentes recherches ont permis de conclure à l'abandon au cours du VIe siècle des tombes et de la céramique.